# یخ‌ژاله
یخ‌ژاله (لهستانی: Szadź) که در کشورهای انگلیسی‌زبان با نام فرشتهٔ مرگ (انگلیسی: Angel of Death) شناخته می‌شود، یک مجموعهٔ تلویزیونیِ جنایی لهستانی است که در سال ۲۰۲۰ منتشر شد. نام فیلم برگرفته از یخ‌ژاله (شبنمِ یخ‌زده) است.

## گزیدهٔ بازیگران

### اصلی
- ماچئی اشتور
- الکساندرا پولووفسکا
- آنا چیشلاک
- بارتوش گلنر
- میروسواف زبرویویچ
- آنا ایلچوک
- کارولینا گورچیتسا
- دومنیکا اوستاووفسکا
- ماگدالنا پوپوافسکا
- پیوتر ترویان
- یوویتا بودنیک
- الکساندرا اسکرابا
- لِـسواف ژورک
- زوفیا دومالیک
- سزاری ووکاشویچ
- ساندرا دژیمالسکا

### میهمان
- آرتور یانوشاک
- یاتسک کوپچینسکی
- باربارا کوژای
- الکساندرا یوستا
- آگنیشکا وسینسکا
- یولیتا کوژوشک-بورسوک
- آنیتا یانچا
- اِما گیگژنو